# برونینگ های-پاور بی‌دی‌ای
برونینگ های-پاور بی‌دی‌ای (به انگلیسی: Browning BDA) یکی از مدل‌های پیستول نیمه‌خودکار ۹ میلی‌متری برونینگ های‌پاور ساخت کارخانه فابریک ناسیونال در بلژیک است. این تپانچه که فشنگ‌های ۹x۱۹ م‌م پارابلوم را شلیک می‌کند، برای شرکت در رقابت انتخاب یک اسلحه کمری جدید نیروهای مسلح آمریکا برای جایگزینی کلت ام۱۹۱۱ ساخته شد که این رقابت را به پیستول ایتالیایی برتا ۹۲ واگذار کرد.